# Mad Max: Fury Road
Mad Max: Fury Road è un film del 2015 co-prodotto, co-scritto e diretto da George Miller.
Quarto capitolo del franchise di Mad Max, è ambientato in un futuro distopico postapocalittico in cui benzina e acqua sono risorse quasi esaurite. Nel film, Max Rockatansky unisce le forze con la guerriera Furiosa per sfuggire a Immortan Joe, leader di un culto, e al suo esercito. Produzione australiana-statunitense, è interpretato da Tom Hardy, Charlize Theron, Nicholas Hoult, Hugh Keays-Byrne, Rosie Huntington-Whiteley, Riley Keough, Zoë Kravitz, Abbey Lee e Courtney Eaton. Miller ha affermato che la pellicola è una rivisitazione della saga da lui stesso ideata, a trent'anni dall'ultimo film della trilogia con Mel Gibson protagonista.
Ha ricevuto numerosi riconoscimenti e il plauso della critica, venendo candidato a dieci Oscar (tra cui miglior film, miglior regia e miglior fotografia), aggiudicandosene sei (miglior trucco, miglior scenografia, migliori costumi, miglior montaggio, miglior montaggio sonoro e miglior sonoro) e risultando il secondo film maggiormente candidato (dietro a Revenant - Redivivo) e il più premiato dell'edizione del 2016, nonché il primo film della serie a ottenere candidature agli Oscar e a vincerne. È anche il film australiano con più Oscar in assoluto, record precedentemente detenuto dalle tre statuette di Lezioni di piano (1993).

## Trama
In un futuro post-apocalittico, in Australia, a bordo della sua V8 Interceptor Max, solitario ex poliziotto ossessionato dalla perdita della famiglia avvenuta durante i primi giorni del collasso globale, vaga nel deserto. Max viene catturato dai Figli di Guerra, un'armata di guerrieri dalla pelle tinta di bianco, comandati da Immortan Joe, un signore della guerra che grazie alle riserve d'acqua in suo possesso controlla la comunità che sorge all'estremità della desertica Fury Road. Portato alla Cittadella, la fortezza di Immortan Joe, Max viene etichettato come "donatore universale di sangue" e sottoposto a continui salassi per rinvigorire i Figli di Guerra convalescenti, tra i quali figura un ragazzo di nome Nux.
Nel frattempo Furiosa, una Figlia di Guerra che ha scalato i ranghi dell'armata di Immortan Joe, guida una blindocisterna (un'autocisterna corazzata) per andare a recuperare il carburante dalla vicina Gas Town. Nella blindocisterna sono in realtà nascoste le Cinque Mogli di Immortan Joe, donne sane e fertili destinate a dare alla luce figli liberi da tare genetiche. Joe, accortosi che l'autocisterna è uscita dalla Fury Road, conduce i Figli di Guerra all'inseguimento. Max viene legato nella parte anteriore della vettura di Nux, per continuare la trasfusione in corso verso il ragazzo, ma la loro vettura viene totalmente distrutta quando Furiosa, per sfuggire agli inseguitori, entra in una tempesta di sabbia dai fenomeni elettromagnetici.
Esauritasi la tempesta, Max si risveglia ancora incatenato al corpo esanime di Nux e, scorgendo in lontananza la blindocisterna, la raggiunge e se ne impadronisce, per poi scoprire che è bloccata da un codice che conosce solo Furiosa, per cui Max è costretto a portare con sé lei e le Mogli. Nux, ripresosi, ritorna alla cittadella e informa Immortan Joe della direzione presa dai fuggitivi; quest'ultimo chiama a sé le bande del Mangiauomini di Gas Town e quella del Fattore di Bullet Farm e porta Nux con sè nella propria auto.
Nel frattempo la blindocisterna raggiunge un canyon controllato da una banda di motociclisti, con la quale Furiosa aveva precedentemente stretto un accordo; tuttavia, poiché le forze di Immortan Joe sono ben maggiori di quelle preventivate e Furiosa non è sola come avevano concordato, i motociclisti attaccano la blindocisterna, costringendola alla fuga, e fanno anche esplodere il passaggio del canyon. L'auto di Immortan Joe riesce a oltrepassare il blocco e Nux riesce a saltare a bordo della cisterna, ma Angharad, una delle Mogli, cade dal mezzo cercando di difendere Furiosa e viene investita dalla macchina dello stesso Joe, che perde così la compagna prediletta e il figlio che portava in grembo.
Una volta seminati gli inseguitori, Furiosa spiega a Max che ha intenzione di condurli al Luogo Verde delle Molte Madri, un posto fertile in cui lei viveva da bambina, prima di essere rapita. Nux svela la sua presenza a bordo e si mostra pentito di quello che ha fatto; inoltre il suo aiuto si dimostra essenziale quando la blindocisterna rimane bloccata su un tratto paludoso, sciogliendo così ogni diffidenza residua. Max sconfigge il Fattore, che li tallonava più da vicino grazie a un mezzo cingolato capace di muoversi sul fango, e riporta al gruppo le sue armi e le munizioni.
Il mattino seguente, il gruppo di Max e Furiosa rinviene in cima a un traliccio dell'alta tensione una donna nuda che implora aiuto. La donna, Valchiria, fa parte del clan delle Molte Madri, e riconosce Furiosa come figlia di un'appartenente al clan, deceduta dopo essere stata rapita assieme alla figlia. Furiosa scopre così che il luogo verde è ormai divenuto inabitabile ed era proprio la palude che avevano attraversato; la Madre più anziana ha conservato i semi di varie piante prima che il posto diventasse contaminato. Il gruppo e le Molte Madri decidono di unirsi e affrontare la lunga attraversata del deserto di sale con la speranza di trovare un nuovo posto dove vivere. Max le convince a tornare indietro per affrontare Immortan Joe e usare la Cittadella, con la sua acqua e il suo terreno fertile, per creare un nuovo Luogo Verde.
Nella battaglia finale contro Immortan Joe e i Figli di Guerra, Furiosa resta gravemente ferita, mentre le Molte Madri vengono decimate difendendo la blindocisterna dagli attacchi dei Figli di Guerra. Toast, una delle mogli, viene catturata e messa nella macchina di Joe, ma lei e Cheedo, un'altra moglie, riescono a distrarlo, permettendo a Furiosa di raggiungerli. La donna aggancia la maschera di Immortan Joe alla ruota della propria macchina con una catena: l'apparecchio e la faccia vengono così strappati via, uccidendolo. Nux si sacrifica facendo schiantare la blindocisterna e uccidendo Rictus, il figlio di Immortan Joe, e causando un tamponamento che distrugge la colonna degli inseguitori e fa crollare il canyon.
Nel tragitto di ritorno, Max medica le ferite di Furiosa e le trasfonde il suo sangue per aiutarla a riprendersi. Alla cittadella, i civili gioiscono nel vedere il cadavere di Immortan Joe, e Furiosa, le Molte Madri rimaste e le Mogli vengono issate nella roccaforte dai Figli di Guerra più giovani, mentre le altre mogli aprono i condotti e lasciano scorrere liberamente l'acqua per dissetare tutti quanti. Furiosa e Max si scambiano un ultimo sguardo prima che lui si allontani tra la folla, ormai pronto a intraprendere un nuovo cammino da solitario.

## Personaggi

### Personaggi principali
- Max Rockatansky, interpretato da Tom Hardy. Ex-poliziotto che ha perso la sua famiglia durante l'inizio della catastrofe, cerca di sopravvivere a bordo della sua V8 Interceptor. A inizio film viene catturato dai Figli di Guerra di Immortan Joe. Abile nel combattimento, nel guidare e nelle armi, aiuterà Furiosa a scappare da Immortan Joe. Inizialmente è un Max che cerca solo di sopravvivere e di fuggire seguendo la propria strada, ma l'incontro con Furiosa e la voglia di speranza e di "redenzione" di questa lo risveglieranno e lo invoglieranno a cercare qualcosa di più della sopravvivenza tra quelle terre desolate. Tom Hardy ha dichiarato di aver fatto fatica sul set, sia per l'isolamento sia per l'apparente mancanza di sceneggiatura,[7] ma allo stesso tempo ha definito l'esperienza dal vivo "fottutamente incredibile" e ha dichiarato di essere disponibile a partecipare a possibili sequel.
- Imperatrice Furiosa (Imperator Furiosa), interpretata da Charlize Theron. Serva di Immortan Joe, tenterà di fuggire insieme alle concubine del tiranno attraverso un camion blindato e con l'aiuto di Max. Fu rapita in giovane età dal Luogo Verde in cui abitava, ed originariamente era stata scelta per essere anche lei una delle concubine del tiranno, ma fu in seguito scartata, poiché infertile.[8] Abile donna combattiva e forte, è alla ricerca di una "redenzione", di un posto verde, con dell'acqua dove iniziare una nuova vita. Nonostante l'iniziale diffidenza, verrà aiutata da Max. Priva di metà braccio sinistro, indossa un braccio meccanico.
- Nux, interpretato da Nicholas Hoult. Giovane Figlio di Guerra al servizio di Immortan Joe, desideroso di essere ricordato tra la sua gente e soprattutto dal tiranno, cerca di essere partecipe nel modo migliore all'inseguimento di Furiosa, successivamente passerà dalla parte di quest'ultima.
- Immortan Joe, interpretato da Hugh Keays-Byrne. Prima che avvenisse il crollo della civiltà, Joe Moore era un colonnello pluridecorato, "veterano delle guerre per il petrolio ed eroe della guerra per l'acqua". Ora è un tiranno in possesso di una grande quantità d'acqua e con il suo potere tiene sotto controllo la Cittadella autoproclamandosi redentore in terra. Si serve delle sue bellissime concubine per procreare nuovi Figli di Guerra. La sua privazione lo porterà a un arduo inseguimento nel deserto. Joe è leader militare e spirituale dei Figli di Guerra, ma a differenza di essi ha lunghi capelli bianchi, indossa una armatura trasparente con varie medaglie situate nella parte sinistra anteriore. Sembra essere affetto da una malattia respiratoria che lo costringe a caricarsi sulle spalle un'enorme sacca arancione che contiene ossigeno pulito e che a sua volta è collegata tramite tubi a un boccale dotato di denti di cavallo che Joe usa per coprire bocca e naso. Seconda interpretazione di Hugh Keays-Byrne nel ruolo di un antagonista nella saga di Mad Max, dopo quella di Toecutter in Interceptor.
- I Figli di Guerra (War Boys). Sono i servi e soldati di Immortan Joe e vedono lui come una sorta di redentore che li potrà condurre al paradiso eterno, chiamato da Joe "Valhalla", solo dopo aver sacrificato le proprie vite con azioni estreme in battaglia. Un loro particolare rituale vede i Figli di Guerra esclamare o meno la propria approvazione allo spettacolare sacrificio di un compagno (gridando "Ammiro!" o "Mediocre!" a seconda dell'occasione). Si distinguono per via della loro pelle dipinta di bianco, il torso nudo, la testa rasata e il trucco nero intorno agli occhi. Le origini di questi individui sono sconosciute e si apprende che tutti i Figli di Guerra sembrano soffrire di malformazioni o di malattie terminali, la più comune è il linfoma. I bambini sani sono una rarità tra di loro ed è per questo che i membri adulti vengono mandati in missione nelle Wasteland con l'obiettivo di rapire e rendere schiavi uomini con il sangue pulito ed etichettarli come "donatori universali", usandoli in seguito come "sacche di sangue" umane per trasfondere il sangue con il loro, in modo da rallentare il processo terminale della loro malattia.

### Personaggi secondari
- Il Fattore (The Bullet Farmer), interpretato da Richard Carter. È il signore, giudice e carnefice di Bullet Farm e secondo signore di Wasteland. Il Fattore, conosciuto in precedenza come Maggiore Kalashnikov, è un vecchio compagno d'armi e alleato dell'allora Colonnello Joe Moore, e suo sottoposto nella guerra dell'acqua e del petrolio, avvenimenti antecedenti i fatti del film. Aiutò Joe a conquistare la Cittadella. Dopo tre giorni di estenuante guerriglia e la perdita di molti uomini gli unici sopravvissuti furono il Maggiore e il Colonnello che urlarono trionfanti dalla sommità della Cittadella con in mano le teste dei precedenti proprietari. Da qui nacque il mito di Immortan Joe, colui che rinasce dalle ceneri e Redentore della nuova era. Il Maggiore Kalashnikov diventò Il Fattore e gli venne affidata una cava di piombo che sarebbe diventata Bullet Farm, industria di armi e proiettili di piccolo calibro per gli eserciti affiliati di Wasteland. Il Fattore è ossessionato dalle armi e dai proiettili, dicendo addirittura di "sentirsi nudo senza un'arma", ed è vestito da cima a piedi con abiti di pelle nera su cui sono cucite molte cartucciere cariche di proiettili, che porta anche in testa come copricapo e in bocca al posto di alcuni denti. Il Fattore è un uomo sadico e crudele, che viene scomodato solo quando la situazione è molto grave. Si sposta a bordo del suo mezzo cingolato chiamato Peacemaker, che si muove senza nessun problema anche sul terreno fangoso che ferma tutti gli altri veicoli. Verrà ucciso insieme alla sua squadra da Max.
- Il Mangiauomini (The People Eater), interpretato da John Howard. È il padrone di Gas Town e terzo signore di Wasteland, comandante di un'armata formata da "Piromani" (esperti nell'uso di esplosivi) e "Koala" (abili acrobati che si muovono su lunghe aste di metallo). Il primo incontro tra il Mangiauomini e Immortan Joe (al tempo ancora Colonnello Joe Moore) avvenne prima della scoperta e fondazione della Cittadella, anzi sarà proprio il futuro Mangiauomini a rivelare al Colonnello l'ubicazione e l'esistenza della fortezza naturale, dopo essere scampato all'assalto di Charlie e Roop, membri della ex-Main Force Patrol. Il Mangiauomini è un uomo grasso con una malformazione alla gamba destra, visibilmente più grande del normale. È vestito con quello che potrebbe ricordare un abito elegante da uomo con tanto di panciotto; si autodefinisce infatti un "uomo d'affari". Una particolarità del suo vestiario sono l'elaborato coprinaso di metallo e una catena attaccata ai capezzoli, che escono da due buchi nella giacca. Il compito del Mangiauomini, oltre a sovrintendere su Gas Town, è quello di contabile e calcolatore umano; è lui che informa Immortan Joe delle perdite dovute all'inseguimento di Furiosa.
- Coma, il Doof Warrior, interpretato da iOTA. È il personaggio forse più strano e caratteristico dell'intero film. Di lui e del suo passato si sa molto poco e quello che si sa forse è solo frutto di racconti. Si dice che sia stato un musicista prodigio già dalla tenera età e iniziato alla musica da sua madre, musicista anche lei. Un giorno sua madre perse la vita e Immortan Joe trovò il piccolo Coma con in mano la testa di sua madre. Una storia racconta che Coma utilizzò la testa di sua madre per fare la sua maschera da battaglia, mentre altri suggeriscono che sia Joe l'artefice della maschera, così da fare di Coma un musicista da battaglia che urla la vendetta di Joe verso il mondo. Il Doof Warrior è un personaggio unico, cieco, vestito con una tuta intera rossa vermiglio ed appeso a bordo di un "palco su quattro ruote", la Doof Wagon, veicolo letteralmente invaso da altoparlanti, amplificatori e casse acustiche. Dietro di lui quattro batteristi tengono il tempo delle sue melodie distorte e heavy metal, suonate da una doppia chitarra elettrica capace di sputare fiamme.
- Organic Mechanic, interpretato da Angus Sampson. Il medico responsabile di tutte le procedure mediche che vengono effettuate all'interno della Cittadella. Egli è anche un tatuatore e ha il compito di tatuare sui corpi delle persone catturate informazioni sulle loro condizioni di salute, ma è anche in grado di far partorire le donne e di eseguire trasfusioni di sangue tra i Figli di Guerra con le "sacche umane". Nonostante i suoi metodi poco ortodossi, le sue capacità sono altamente considerate, il che lo spinge a comportarsi con disinvoltura; lui stesso chiama Immortan Joe, semplicemente "Joe" o "boss". Egli è altamente classificato tra l'esercito di Immortan Joe tanto che viene portato a bordo della sua Gigahorse dove esegue un taglio cesareo sull'ormai deceduta Angharad solo per rivelare a Joe il sesso del suo erede appena morto, ormai prossimo alla nascita. Organic è anche il responsabile della morte di Miss Giddy, l'anziana tutrice delle Cinque Mogli, e ciò spiega l'assenza dell'anziana donna sulla macchina di Immortan Joe nelle scene dell'inseguimento finale a Furiosa. Tale scena non è stata inclusa nella versione cinematografica del film. Sempre nel montaggio finale del film non è stata inclusa un'altra scena dove Organic è intento a defecare nel deserto.
- Rictus Erectus, interpretato da Nathan Jones. Chiamato anche "il Principe di Wasteland", è il terzogenito di Immortan Joe. Alto oltre due metri e con la testa completamente rasata, anche Rictus respira aria purificata grazie a un sistema meccanico che porta sulla schiena con filtri d'aria per motori a cui sono collegati dei tubi in lattice che arrivano al naso. Il principe indossa solo metà armatura nella metà inferiore del corpo, ornata da teste di bambole, motivo che si può ritrovare anche sul suo veicolo, il Big Foot. Dotato di una grande forza fisica, Rictus presenta delle capacità cognitive inferiori a una persona della sua età, più simile ad un bambino in età prepuberale.
- Corpus Colossus o Corpus Callosus, interpretato da Quentin Kenihan. È il primo figlio di Immortan Joe e vice in sua assenza. Costretto su una sedia meccanica a causa di una malformazione ossea (osteogenesi imperfetta) e della sua bassa statura, Corpus è il leader in seconda della Cittadella. Come i suoi fratelli anche lui respira aria filtrata attraverso dei meccanismi. Corpus è l'opposto di Rictus, ovvero presenta grandi capacità intellettive su un corpo deformato e privo di forze: tuttavia, nonostante la stazza del fratello, non esita di dargli ordini o a rimproverarlo. I due fratelli potrebbero essere un'auto-citazione di Miller; infatti sono molto simili al duo Master-Blaster di Mad Max oltre la sfera del tuono.

### Altri gruppi
I Figli di Guerra non sono l'unica banda nelle Wasteland. Rivaleggiano infatti con altre fazioni, anch'esse con rispettivi territori ed esigenze.
- Porcospini: il loro volto è totalmente coperto da una maschera antigas, parlano russo e viaggiano su vecchi veicoli muniti di motoseghe e coperti da migliaia di aculei d'acciaio. Dispongono anche di grossi carri con benne meccaniche con cui spazzare via facilmente i mezzi più piccoli. Praticano cannibalismo, vivono di sfruttamento e commercio di rottami, non puntando a un "fine superiore" come i Figli di Guerra. Hanno diverse tane sotterranee nel deserto, ma le basi rimangono la Città Sommersa e la Duna Inferiore, i luoghi sconosciuti in cui vivono, ricolmi di oggetti ambiti da molti. Attaccano spesso i convogli dei Figli di Guerra, se ne hanno l'opportunità, e rapiscono bambini, che chiamano "piccoli scavatori", per creare buche in direzione di luoghi sotterranei contenenti beni di valore.[9]
- Motociclisti della roccia: si trovano in un canyon non lontano da Gas Town e Bullet Farm. Ne hanno cosparso le entrate di esplosivi per creare frane con cui ostacolare l'avanzata di grossi gruppi di nemici. Non dispongono di particolari risorse e preferiscono vivere di imboscate ai malcapitati che passano nel loro territorio. Pare infatti che questo canyon sia una rotta particolarmente seguita. Dispongono di pistole mitragliatrici e bombe incendiarie. Sono molto abili con le proprie moto, riuscendo a eseguire acrobazie notevoli.
- Vuvalini: letteralmente "le molte madri", sono ciò che rimane di un gruppo composto unicamente da donne, un tempo grande e ben organizzato, ora decimato. I suoi membri sono soprattutto anziani, ma ci sono anche alcune giovani attraenti usate come esche per attirare ignari viaggiatori da derubare. Collezionano i semi delle piante che un tempo abitavano il mondo e sono sempre in viaggio su dei motocicli.

## Produzione

### Sviluppo

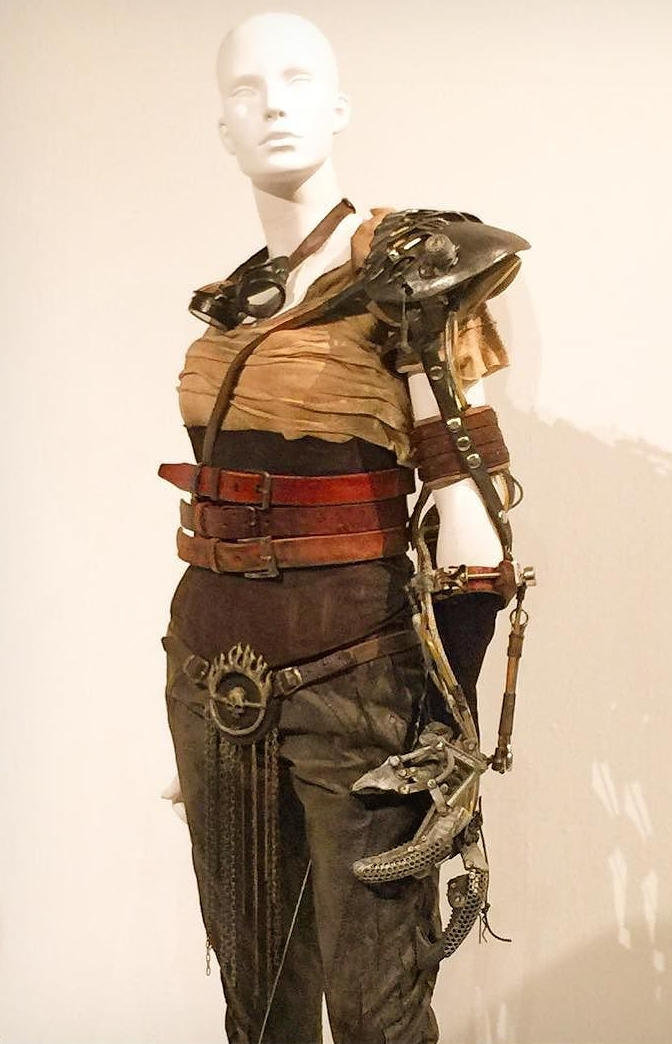
L'abbigliamento dell'Imperatrice Furiosa

I piani per un quarto capitolo della saga di Mad Max furono stroncati da difficoltà finanziarie, mandando il progetto per molti anni in development hell. Nel 1995, Miller riacquistò i diritti del progetto grazie alla Warner Bros., ma l'idea di un quarto capitolo arrivò nel 1998 mentre era a Los Angeles. Un anno dopo, l'idea divenne concreta; questa volta Miller voleva narrare di "folli predoni che non lottano per la benzina o per il petrolio, ma per degli esseri umani". La produzione a quel punto sarebbe partita nel 2001 sotto la 20th Century Fox, ma l'attacco dell'11 settembre alle Torri Gemelle fece rimandare il progetto. Intanto la star Mel Gibson (che aveva interpretato Max Rockatansky nei precedenti film della saga) si disse interessato a questo nuovo capitolo, ma il regista era contrario a ingaggiarlo perché voleva "un Max ancora giovane, e quindi contemporaneo". Miller annunciò nel corso del 2003 che la sceneggiatura del film era pronta, e che la pre-produzione era in corso. Nonostante fosse stato assegnato un budget di 100 milioni di dollari e fosse stata fissata una data di inizio delle riprese per il maggio del 2003, Mad Max 4 fu sospeso in seguito allo scoppio della guerra in Iraq poiché considerato un film "potenzialmente politicamente sensibile". Nonostante Gibson fosse stato comunque ingaggiato per riprendere il suo ruolo, perse interesse nel progetto dopo che questo fu definitivamente cancellato.
Nel 2006 Miller annunciò la sua intenzione di dirigere un altro film di Mad Max con o senza la presenza di Gibson e di aver completato la riscrittura della sceneggiatura iniziale assieme al fumettista inglese Brendan McCarthy, il quale aveva anche disegnato dei bozzetti sui nuovi personaggi e veicoli. Fu realizzato prima lo storyboard, disegnato da ben cinque artisti, prima che la sceneggiatura; lo storyboard contava circa 3500 vignette, grosso modo lo stesso numero di inquadrature presenti nel film. L'intenzione di Miller era quella di ottenere un film composto quasi unicamente da scene d'azione, con pochi dialoghi e di privilegiarne il comparto visivo. Parafrasando Alfred Hitchcock, Miller dichiarò di volere che il film fosse compreso in Giappone senza l'uso dei sottotitoli. Quando l'abbandono di Gibson al progetto divenne definitivo, si fece il nome di Heath Ledger per il ruolo principale, prima della sua scomparsa nel 2008.
L'intenzione di Miller cambiò allora in favore di un film d'animazione 3D, accompagnato da un tie-in videoludico creato assieme al game designer di God of War II Cory Barlog. Entrambi i progetti sarebbero stati realizzati in collaborazione con il Dr. D Studios, fondato nel 2008 da Miller e Doug Mitchell. Successivamente, Miller preferì all'idea dell'animazione un più tradizionale film live action e il progetto tornò in fase di stallo.
Il 18 maggio 2009 alcune indiscrezioni riportarono che la location scouting per Mad Max 4 era cominciata, e Miller, rompendo anni di silenzio e di speculazioni, confermò che le riprese di Fury Road, prodotto dalla Warner Bros., sarebbero cominciate nel primo 2011 a Broken Hill, New South Wales, Australia. A seguito di queste affermazioni, i media cominciarono a interessarsi e vi furono molte speculazioni riguardo a un ipotetico ritorno di Gibson. Lo stesso mese trapelarono dei dettagli sul futuro cast: l'attore britannico Tom Hardy era in trattative per il ruolo di Max, mentre Charlize Theron avrebbe ricoperto un ruolo principale. Nel giugno del 2010 Hardy, ospite al Friday Night with Jonathan Ross, confermò che avrebbe interpretato Max Rockatansky nel film. Nel luglio del 2010 Miller annunciò la sua intenzione di girare non uno, ma due film di Mad Max back-to-back, annunciandone i titoli: Mad Max: Fury Road e Mad Max: Furiosa. Nel 2011 il luogo delle riprese venne ufficialmente spostato da Broken Hill, in Australia, al deserto della Namibia, dopo che delle piogge torrenziali avevano mutato drasticamente la flora dell'Outback australiano. Tra le altre potenziali location che erano state considerate figuravano il deserto di Atacama in Cile, Chott el Jerid in Tunisia, e l'Azerbaigian. Il budget stanziato per il film è stato di circa 150 milioni di dollari, finanziati dalla Warner Bros.

### Cast
Inizialmente tra le attrici preferite dal regista Miller per il ruolo di Furiosa c'era Uma Thurman, mentre per il ruolo del protagonista è stato provinato Jeremy Renner, che ha partecipato anche alle letture del copione, per poi essere assegnato a Hardy grazie all'intesa avuta nell'immediato col regista.

### Riprese

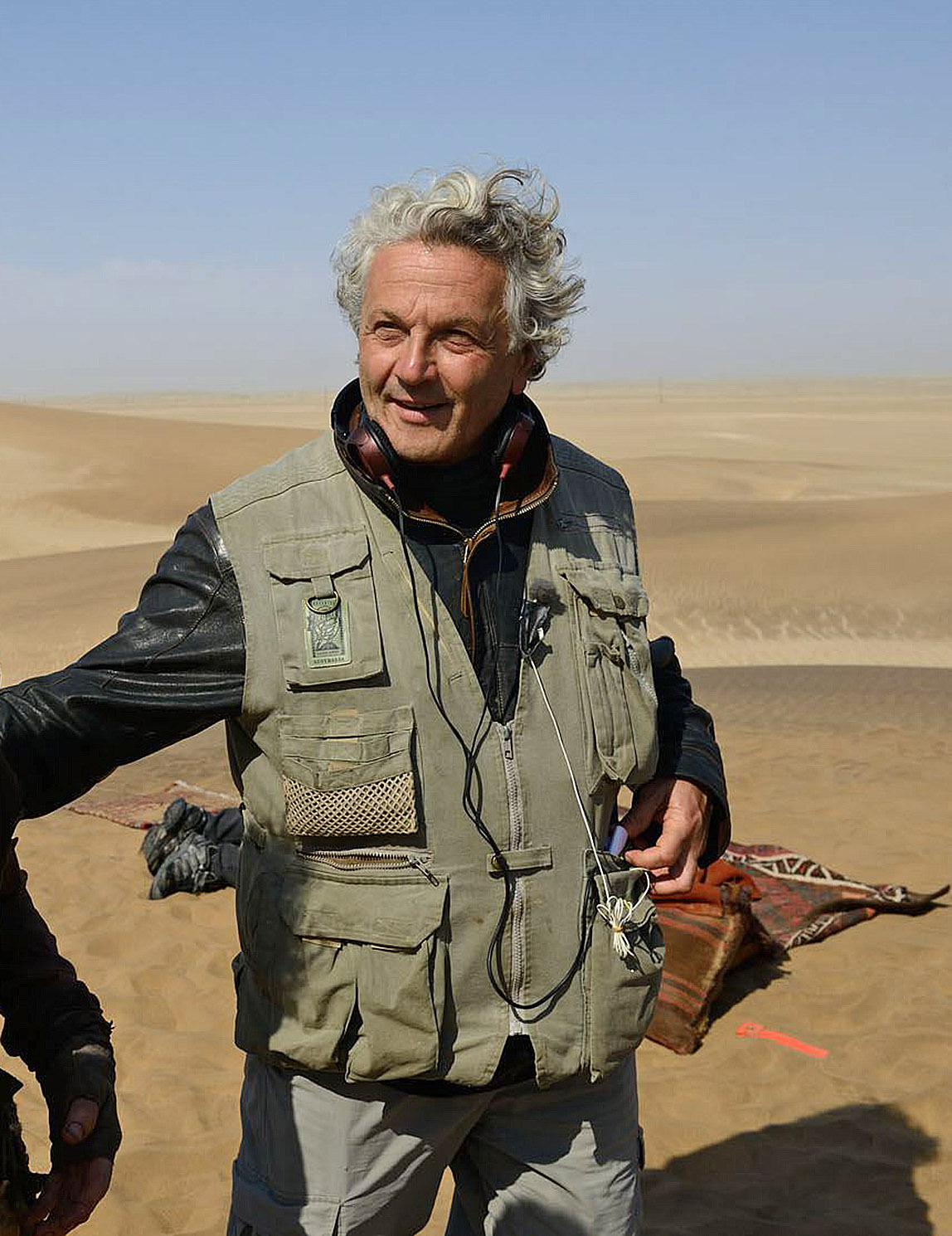
George Miller in Australia durante le riprese di Fury Road nel 2012.

Il film è stato girato principalmente in Namibia, tra il deserto del Namib e la città di Swakopmund. Le riprese iniziarono il 2 giugno 2012 e terminarono il 17 dicembre dello stesso anno, a causa di uno sforamento del budget che obbligò la Warner Bros. a inviare un dirigente per rimettere in carreggiata il progetto. Le scene ambientate all'interno della Cittadella sono state girate invece in Australia a Sydney presso i Fox Studios e in Sudafrica nei Cape Town Film Studios. Per le riprese esterne la Cittadella è stata costruita con finte rocce e sabbia nel deserto del Namib in Namibia. Nel febbraio 2013 la Namibian Coast Conservation and Management accusò la produzione di aver danneggiato flora e fauna del deserto del Namib. Nel settembre 2013 venne annunciato che sarebbero state effettuate delle riprese aggiuntive nel mese di novembre dello stesso anno.
Per quanto riguarda la scenografia, Miller ha voluto sia che richiamasse quella dei vecchi film della saga, sia che riflettesse i cambiamenti tecnologici e culturali avvenuti negli ultimi trent'anni. Lo scenografo Colin Gibson ha dichiarato che lui e Miller hanno sviluppato una storia e una ambientazione che giustifica ogni scelta stilistica presente nel film. Gibson si è anche occupato del design della maggior parte dei veicoli presenti nel film, tutti perfettamente funzionanti. La costruzione di alcuni di questi era in corso sin dal 2003. I veicoli sono stati ideati per caratterizzare e donare dettagli al mondo postapocalittico del film, compresi i sentimenti dei personaggi come il senso di colpa, il senso di perdita e tentativi di riciclare i ruderi rimasti della civiltà. Sia la chitarra fiammeggiante del Doof Warrior che il suo veicolo (la Doof Wagon) sono pienamente funzionali e nessuna delle scene in cui compaiono ha richiesto alcun intervento in computer grafica.
Il direttore della fotografia John Seale, ritiratosi nel 2010, ha deciso di tornare apposta per lavorare a Fury Road, rimpiazzando Dean Semler, che aveva lavorato ai precedenti due film della saga. Seale ha usato sei videocamere Arri Alexa Plus e quattro Alexa Ms, più un numero indefinito di Canon EOS 5D e Olympus PEN E-P5, usate nelle scene di scontro e distruzione dei veicoli. Per l'occasione, Seale ha lavorato per la prima volta con videocamere digitali. Per via del ritmo serrato del montaggio del film, Miller ha chiesto a Seale di mantenere il fuoco di ogni scena sempre centrato sul medesimo soggetto, per permettere al pubblico di non perdere il filo conduttore della sequenza.
Come voluto dal regista, per non allontanarsi troppo dallo spirito dei film originali, circa il 90% degli effetti presenti nel film sono effetti pratici. Per questo sono stati impiegati oltre 150 stuntman, tra cui artisti del Cirque du Soleil e atleti olimpionici. In corso di riprese, Miller ha invitato sul set l'autrice de I monologhi della vagina Eve Ensler che, impressionata dalla profondità dei temi trattati nella sceneggiatura, è rimasta per una settimana in Namibia, dove ha parlato al cast del femminismo e della violenza sulle donne.

## Colonna sonora
La colonna sonora del film, avente ben 26 tracce, è stata composta dal musicista olandese Tom Holkenborg, meglio noto come Junkie XL. La tracklist è stata pubblicata il 12 maggio 2015 tramite Watertower Music. Al suo interno sono inoltre presenti brani come il Dies irae dalla Messa da requiem di Giuseppe Verdi.

## Promozione

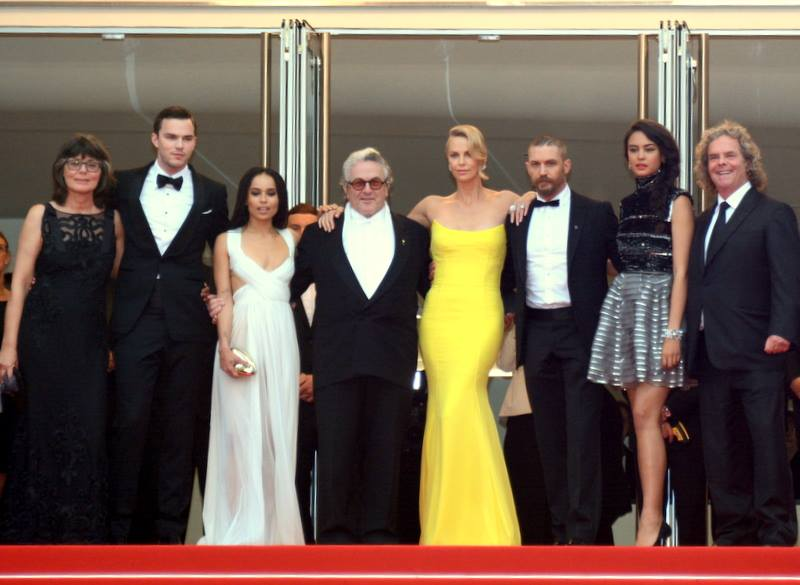
Il cast (da sinistra a destra, la montatrice Margaret Sixel, Nicholas Hoult, Zoë Kravitz, il regista George Miller, Charlize Theron, Tom Hardy, Courtney Eaton ed il produttore Doug Mitchell) alla presentazione del film al Festival di Cannes 2015.

Il primo teaser trailer del film è stato diffuso il 27 luglio 2014 durante il San Diego Comic-Con International, mentre doppiato in italiano è stato diffuso dal 29 luglio. Successivamente è stato pubblicato un secondo teaser trailer. Il 31 marzo 2015 è stato pubblicato il trailer finale, seguito poco dopo dalla sua versione in italiano. Infine, a pochi giorni dall'uscita nelle sale, sono uscite sei clip dal film di brevissima durata.

## Distribuzione
La première è avvenuta il 7 maggio 2015 al TCL Chinese Theatre di Hollywood, dove erano presenti il regista George Miller] ed i membri del cast Tom Hardy, Nicholas Hoult e Charlize Theron, insieme al suo allora compagno Sean Penn; presenti anche il primo Mad Max, Mel Gibson, e gli attori Jason Momoa e Lisa Bonet.
Il 20 novembre 2013 è stata annunciata la data di uscita nelle sale cinematografiche statunitensi, ossia il 15 maggio 2015, mentre in Italia è giunto nei cinema a partire dal 14 maggio. Il film è stato inoltre presentato fuori concorso al Festival di Cannes 2015 il 14 maggio.

### Versione IMAX 3D
Dopo il grande successo di critica e botteghino, il film viene riproposto nei cinema statunitensi in versione IMAX 3D dall'11 settembre 2015.

### Divieti
Negli Stati Uniti d'America la pellicola è stata vietata ai minori di 17 anni non accompagnati da un adulto per la presenza di "intense scene di violenza e immagini inquietanti".

### Edizione home video
In Italia il film è stato distribuito a scopo domestico a partire dal 4 settembre 2015 in varie versioni tra cui Blu-Ray, Blu-Ray 3D e DVD.
Inoltre è uscita in Blu-Ray l'edizione Mad Max Anthology, un cofanetto contenente tutti e quattro i capitoli della saga, quattro card da collezione e Madness of Max, un documentario sulla realizzazione dell'ultimo film, con interviste al cast, dietro le quinte e scene inedite.

#### Extra
Vi sono, nelle edizioni Blu-Ray del film, oltre cento minuti di contenuti speciali riguardanti Fury Road:
- Maximum Fury: Filming Fury Road (35 minuti), un lungo b-roll che raccoglie le riprese del film;
- The Tools of the Wasteland (14 minuti), uno sguardo sugli oggetti, gli utensili, i volanti e le chitarre presenti nel film;
- The Road Warriors: Max and Furiosa (11 minuti), una featurette riguardante due protagonisti;
- Fury on Four Wheels (23 minuti), una descrizione dei veicoli del film e della loro costruzione;
- Crash & Smash (4 minuti), le scene d'azione più esplosive, senza l'aggiunta di CGI;
- The Lure of the Five Wives (11 minuti), il make up dei personaggi delle Cinque Mogli e le loro caratteristiche, descritte dalle attrici che le interpretano.

#### Scene tagliate
Mesi dopo l'uscita del film sono state pubblicate tre scene inedite rimosse dal montaggio finale perché definite da Miller "lente e in grado di interrompere il ritmo del film".
1. Nella prima scena si assiste a come vengono trattati gli abitanti della Cittadella, dove vi è una donna che porge il suo neonato a un guardiano che sta salendo sulla fortezza affinché venga allevato. L'uomo esamina il bambino per pochi secondi e lo rilancia alla donna perché "inadatto". A questo punto la donna abbandona il suo bambino e ottiene di essere portata alla fortezza, perché ha ancora del latte nel suo seno e il latte è considerato prezioso da Immortan Joe.
2. Nella seconda scena Immortan Joe, che ha appena perso Angharad e il neonato, richiama i suoi Figli di Guerra alle armi con un epico discorso di battaglia e lascia a morire nel deserto Miss Giddy, la serva traditrice che aveva aiutato le Mogli a fuggire insieme a Furiosa, all'interno di un cerchio tracciato con il sangue della ragazza morta.
3. Nella terza scena Max, Furiosa, le Mogli e le Vuvalini a bordo della blindocisterna si fermano qualche secondo su una duna e in silenzio osservano con il cannocchiale il territorio circostante, per poi ripartire. La scena si colloca immediatamente prima dell'inseguimento finale.

#### Versione in bianco e nero
Nel gennaio 2016 il regista Miller annuncia la presenza di una versione in bianco e nero del film, denominata "Black & Chrome Edition"; inizialmente si voleva inserire questa versione nell'home video, ma dopo il no della Warner Bros. per mancanza di spazio nel disco il regista stesso ha confermato che verrà fatta un'altra edizione home video col film in bianco e nero e altri extra non ancora diffusi.

## Accoglienza

### Incassi
Nonostante fosse stato vietato ai minori di 17 anni in Nord America, il film ha ottenuto buoni incassi al botteghino esordendo al secondo posto nel weekend di apertura con circa 50 milioni di dollari, dietro a Pitch Perfect 2.
Al termine delle proiezioni, Mad Max: Fury Road ha incassato 154280290 $ nel Nord America e 226138154 $ nel resto del mondo, per un totale globale di 380418444 $, diventando il film basato su Mad Max con maggiori incassi.

### Critica
Il film è stato acclamato dalla critica internazionale: sul sito Rotten Tomatoes ottiene il 97% delle recensioni professionali positive, con un voto medio di 8,6 su 10 basato su 440 critiche; sul sito Metacritic ha un voto medio di 90 su 100 basato su 51 recensioni, mentre su IMDb si posiziona al 166º posto nella classifica dei 250 migliori film di sempre votati dagli utenti, con una valutazione media di 8,1 su 10 e oltre un milione di voti. Un sondaggio di CinemaScore riporta che la media delle votazioni delle persone che hanno visto il film è un "B+" su una scala da F ad A+.
Dopo la proiezione al Festival di Cannes il film ha ricevuto applausi ed ovazioni da parte di giornalisti e critici presenti in sala. Alcuni critici lo hanno definito uno dei migliori film d'azione di sempre.
Robbie Collin del Daily Telegraph ha dato al film un punteggio di cinque stelle su cinque e ne ha lodato la recitazione, la sceneggiatura, le coreografie, gli stunt, l'ironia presente e la regia, definendo il film un "sequel spirituale" ed "un'eruzione di follia". Peter Bradshaw di The Guardian ha assegnato al film un punteggio di quattro stelle su cinque scrivendo: "Stravagantemente disturbato, sonoramente distruttivo e cacofonico e totalmente sopra le righe, George Miller ha riportato in vita il franchise punk-western di Mad Max con un bizzarro inseguimento action-thriller di convogli d'auto in un deserto postapocalittico." Secondo il New York Times "Miller ci ha ricordato che i blockbuster hanno tutto il potenziale per essere non solo arte, ma anche opere radicalmente visionarie, perfino se si tratta del quarto film di una serie. Che splendida giornata!". Scott Mendelson di Forbes promuove il film con dieci stelle su dieci, definendolo "memorabile e glorioso [...] uno dei migliori film d'azione dei nostri tempi." Alonso Duralde di The Wrap ha scritto: "nella stessa maniera in cui, nel 1979, Interceptor fu il Quarto potere del nascente cinema d'exploitation australiano, Mad Max: Fury Road potrebbe diventare il Crepuscolo degli dei dei film di inseguimenti automobilistici." Il recensore di IGN Scott Collura ha assegnato al film un voto di 9.2 su 10, scrivendo: "Le acrobazie sopra le righe e l'eccentrico design dei personaggi sono dei componenti importanti in Fury Road [...] ma c'è anche un senso di totale unicità nel film, che vuole essere qualcosa di più del solito film d'azione, qualcosa che rimarrà maggiormente impresso." Secondo la rivista Empire, è il miglior film dell'anno.
Il film è stato anche lodato dalle femministe per diversi motivi, tra cui il ruolo da protagonista di Furiosa e l'atipicità dei personaggi femminili presenti, quali le grintose Vuvalini e le Mogli. Tra i vari temi presenti nel film sono stati particolarmente apprezzati quelli riguardante la redenzione, la ricerca di una casa e di ciò che essa rappresenta. I critici hanno evidenziato il concetto di famiglia presente nella pellicola, paragonandolo a quello presente in altre opere di Miller.
Quentin Tarantino lo ha eletto suo film preferito del 2015.
(Quentin Tarantino parlando del film in un'intervista al magazine francese Première.)
La pellicola è stata inserita nella lista dei 10 migliori film dell'anno dall'American Film Institute. Su entrambi gli aggregatori di recensioni Metacritic e Rotten Tomatoes si posiziona al primo posto come miglior film del 2015, superando pellicole come Inside Out, Selma - La strada per la libertà e Star Wars - Il risveglio della Forza. Inoltre è stato incluso nelle liste dei migliori film dell'anno da diversi critici cinematografici.
Nell'agosto 2019 Empire, in occasione del suo trentennale, seleziona i trenta film più importanti degli ultimi trent'anni, uno per anno, selezionando Mad Max: Fury Road come il più importante del 2015. Nel dicembre 2019 i critici di BadTaste.it posizionano la pellicola al primo posto dei cinquanta migliori film dal 2000 al 2019, mentre Max Evry, critico di ComingSoon.net, posiziona il film al primo posto dei migliori film del decennio 2010-2019.
Il sito IndieWire, specializzato in cinema e critica cinematografica, nel luglio 2019 ha posizionato il film al nono posto dei migliori cento film del decennio 2010-2019 e nel giugno 2023 l'ha posizionato al primo posto dei miglior film d'azione del XXI secolo.
Nel settembre 2023 Rotten Tomatoes stila la classifica dei 25 migliori film degli ultimi 25 anni, posizionando la pellicola al primo posto.

## Riconoscimenti
- 2016 - Premio Oscar[3][100]
  - Miglior montaggio a Margaret Sixel
  - Miglior sonoro a Chris Jenkins, Gregg Rudloff e Ben Osmo
  - Miglior montaggio sonoro a Mark Mangini e David White
  - Miglior scenografia a Colin Gibson e Lisa Thompson
  - Migliori costumi a Jenny Beavan
  - Miglior trucco e acconciatura a Lesley Vanderwalt, Elka Wardega e Damian Martin
  - Candidatura per il miglior film
  - Candidatura per il miglior regista a George Miller
  - Candidatura per la miglior fotografia a John Seale
  - Candidatura per i migliori effetti speciali ad Andrew Jackson, Dan Oliver, Andy Williams e Tom Wood
- 2016 - Golden Globe[101]
  - Candidatura per il miglior film drammatico
  - Candidatura per il miglior regista a George Miller
- 2015 - National Board of Review Awards[102]
  - Miglior film
- 2015 - American Film Institute[103]
  - Migliori dieci film dell'anno
- 2016 - British Academy Film Awards[104]
  - Miglior montaggio a Margaret Sixel
  - Miglior scenografia a Colin Gibson e Lisa Thompson
  - Migliori costumi a Jenny Beavan
  - Miglior trucco e acconciatura a Lesley Vanderwalt e Damian Martin
  - Candidatura per la miglior fotografia a John Seale
  - Candidatura per il miglior sonoro a Scott Hecker, Chris Jenkins, Mark Mangini, Ben Osmo, Gregg Rudloff e David White
  - Candidatura per i migliori effetti speciali ad Andrew Jackson, Dan Oliver, Tom Wood e Andy Williams
- 2016 - Screen Actors Guild Awards[105][106]
  - Migliori controfigure
- 2015 - Empire Awards
  - Miglior film dell'anno
- 2016 - Satellite Awards 2016[107][108]
  - Miglior fotografia a John Seale
  - Candidatura per i migliori effetti visivi
  - Candidatura per il miglior suono
  - Candidatura per la miglior scenografia a Colin Gibson
- 2015 - Los Angeles Film Critics Association[109]
  - Miglior regista a George Miller
  - Miglior fotografia a John Seale
  - Miglior scenografia a Colin Gibson
  - Candidatura per il miglior film
  - Candidatura per il miglior montaggio a Margaret Sixel
- 2015 - New York Film Critics Online Awards[109]
  - Miglior fotografia a John Seale
  - Migliori dieci film dell'anno
- 2015 - Hollywood Film Awards[110]
  - Miglior scenografia a Colin Gibson
  - Miglior trucco e acconciature a Lesley Vanderwalt
- 2015 - Teen Choice Awards[111]
  - Candidatura per il miglior film sci-fi/fantasy
  - Candidatura per il miglior ruba-scena in un film a Nicholas Hoult
- 2015 - FIPRESCI
  - Gran Prix al miglior film dell'anno
- 2016 - Critics' Choice Movie Award[112][113]
  - Miglior regista a George Miller
  - Miglior scenografia a Colin Gibson
  - Miglior montaggio a Margaret Sixel
  - Migliori costumi a Jenny Beavan
  - Miglior trucco e parrucco
  - Migliori effetti visivi
  - Miglior film d'azione
  - Miglior attore in un film d'azione a Tom Hardy
  - Miglior attrice in un film d'azione a Charlize Theron
  - Candidatura per il miglior film
  - Candidatura per la migliore attrice a Charlize Theron
  - Candidatura per la miglior fotografia a John Seale
  - Candidatura per il miglior film horror/fantascienza
- 2015 - Golden Trailer Awards
  - Trailer più originale
  - Candidatura per la miglior presentazione
  - Candidatura per il miglior sonoro
  - Candidatura per il miglior trailer di un blockbuster estivo del 2015
- 2015 - Boston Society of Film Critics[114]
  - Miglior montaggio a Margaret Sixel
  - Candidatura per il miglior film
- 2016 - Golden Reel Awards[115]
  - Miglior montaggio sonoro negli effetti sonori
- 2015 - Southeastern Film Critics Association Awards[116]
  - Migliori dieci film dell'anno
  - Miglior regista a George Miller
  - Miglior fotografia a John Seale

- 2015 - Environmental Media Awards
  - Candidatura per il miglior lungometraggio
- 2015 - Florida Film Critics Circle Awards[117]
  - Miglior film
  - Miglior regista a George Miller
  - Miglior fotografia a John Seale
  - Migliori effetti speciali
- 2016 - American Cinema Editors[118][119]
  - Miglior montaggio in un film drammatico
- 2015/II - AACTA Award[120][121]
  - Miglior film
  - Miglior regista a George Miller
  - Miglior fotografia a John Seale
  - Miglior montaggio a Margaret Sixel
  - Miglior colonna sonora a Junkie XL
  - Miglior sonoro a Chris Jenkins, Mark Mangini, Ben Osmo, Wayne Pashley, Gregg Rudloff e David White
  - Miglior scenografia a Colin Gibson
  - Migliori effetti speciali ad Andrew Jackson, Holly Radcliffe, Dan Oliver, Andy Williams, Tom Wood e Fiona Crawford
  - Candidatura per la miglior attrice a Charlize Theron
  - Candidatura per la miglior sceneggiatura originale a George Miller, Brendan McCarthy e Nico Lathouris
  - Candidatura per i migliori costumi a Jeanny Beavan
- 2016 - AACTA International Awards
  - Miglior film internazionale
  - Miglior regista internazionale a George Miller
  - Candidatura alla miglior attrice internazionale a Charlize Theron
- 2015 - San Francisco Film Critics Circle[122][123]
  - Miglior regista a George Miller
  - Miglior fotografia a John Seale
  - Miglior montaggio a Margaret Sixel
  - Candidatura per il miglior film
- 2015 - Los Angeles Film Critics Association Awards[124]
  - Miglior regista a George Miller
  - Miglior fotografia a John Seale
  - Miglior scenografia a Colin Gibson
  - Candidatura per il miglior film
  - Candidatura per il miglior montaggio a Margaret Sixel
- 2015 - Boston Film Critics Online Awards[125]
  - Miglior film dell'anno
  - Miglior regista a George Miller
  - Miglior fotografia a John Seale
  - Miglior montaggio a Margaret Sixel
  - Miglior colonna sonora a Junkie XL
- 2015 - Washington D.C. Area Film Critics Association Awards[126][127]
  - Miglior regista a George Miller
  - Miglior scenografia a Colin Gibson e Lisa Thompson
  - Miglior montaggio a Margaret Sixel
  - Candidatura per il miglior film
  - Candidatura per la miglior attrice a Charlize Theron
  - Candidatura per la miglior fotografia a John Seale
  - Candidatura per la miglior colonna sonora a Junkie XL
- 2015 - Phoenix Critics Circle Awards[128]
  - Miglior regista a George Miller
  - Miglior colonna sonora a Junkie XL
  - Candidatura per il miglior film
  - Candidatura per il miglior film di fantascienza
- 2015 - African-American Film Critics Association[129]
  - Terzo miglior film dell'anno
- 2015 - Online Film Critics Society[130][131]
  - Miglior film
  - Miglior regista a George Miller
  - Miglior montaggio a Margaret Sixel
  - Miglior fotografia a John Seale
  - Candidatura per la miglior attrice a Charlize Theron
- 2015 - Chicago Film Critics Association[132]
  - Candidatura per il miglior film
  - Candidatura per il miglior regista a George Miller
  - Candidatura per la miglior attrice a Charlize Theron
  - Candidatura per la miglior scenografia a Colin Gibson
  - Candidatura per la miglior fotografia a John Seale
  - Candidatura per il miglior montaggio a Margaret Sixel
  - Candidatura per la miglior colonna sonora a Junkie XL
- 2015 - Las Vegas Film Critics Society[133]
  - Candidatura per il miglior regista a George Miller
  - Candidatura per la miglior fotografia a John Seale
- 2016 - Art Directors Guild Awards[134]
  - Miglior scenografia in un film fantasy a Colin Gibson
- 2016 - MTV Movie Awards[135][136]
  - Miglior performance femminile a Charlize Theron
  - Candidatura per il miglior eroe a Charlize Theron
  - Candidatura per il miglior cattivo a Hugh Keays-Byrne
  - Candidatura per il miglior combattimento tra Charlize Theron e Tom Hardy

## Altri media
Nel 2015 è stata realizzata una miniserie a fumetti d cinque volumi, pubblicata da Vertigo e scritta da Mark Sexton e Nico Lathouris, che funge da prequel del film.

## Sequel e prequel/spin-off

### Sequel
Nel 2011 Miller e McCarthy, durante il processo di scrittura di Fury Road, capirono di avere materiale sufficiente per due altri film. Uno di questi, provvisoriamente intitolato Mad Max: Furiosa, era già stato completato e Miller sperava di produrlo dopo l'uscita di Fury Road. Nel marzo 2015, durante un'intervista ad Esquire, Hardy ha rivelato di aver firmato un contratto per altri tre film della serie. Nel maggio seguente Miller ha annunciato sulla rivista Wired: "Se Fury Road avesse successo, avrei pronte altre due storie da raccontare". In seguito Miller ha rivelato che i piani per il sequel erano cambiati e che il successivo capitolo della saga sarebbe stato Mad Max: The Wasteland.

In ottobre Miller rivela durante un'intervista a Top Gear che le sceneggiature pronte per degli eventuali sequel sono diventate due, poiché si è deciso di dividerle durante il processo di scrittura. Tuttavia ha puntualizzato che non è detto che gli eventuali sequel vadano subito in cantiere, sia per la mole di lavoro occorrente, sia per la sua decisione di prendersi una "meritata pausa" personale.
(George Miller in una intervista a Top Gear nell'ottobre del 2015.)
 Sempre riguardo ai sequel, in un'intervista a Digital Spy dell'ottobre 2015 ha chiarito che Furiosa non tornerà e che Mad Max: The Wasteland probabilmente non sarà il titolo definitivo del primo sequel, ma solo un titolo di lavorazione.
Nel gennaio del 2016 Miller ha fatto apparentemente marcia indietro dichiarando di non voler "mai più" dirigere film di Mad Max a causa del tempo e dell'impegno richiesti, preferendo dedicarsi a "qualcosa di più leggero". Pochi giorni dopo Miller ha smentito questa dichiarazione affermando di essere stato frainteso e ribandendo di non volersi dedicare nell'immediato ad un altro film della saga, ma di avere comunque "altre storie da raccontare" e che prima o poi sarebbe tornato alla regia di un futuro sequel.
(George Miller in un'intervista alla rivista Page Six.)
Nell'aprile 2018, con le sceneggiature dei due sequel già pronte, i disaccordi tra il regista Miller e la Warner Bros. non sono ancora appianati: la causa legale riguarda i costi di produzione e i relativi guadagni dovuti agli autori del film, allontanando sempre più la possibilità che i sequel vengano prodotti in futuro.
Nel luglio 2019 Miller dichiara di aver pronte due sceneggiature per i possibili sequel del film e una che segue la storia dell'Imperatrice Furiosa; tutte le sceneggiature dovranno essere prese in considerazione dalla Warner in seguito alla causa legale in atto tra Miller e la stessa casa di produzione.

### Prequel/Spin-off
Nel maggio 2020 il regista Miller annuncia lo spin-off dedicato al personaggio di Furiosa, dichiarando inoltre che ripercorrerà le vicende precedenti al film (rendendolo anche un prequel) e che la protagonista non sarà Charlize Theron, ma un'attrice ventenne, nonostante sia stato valutato anche il ringiovanimento digitale di Theron. Nell'ottobre 2020 la Warner Bros. ha ufficializzato il progetto: Miller sarà regista e sceneggiatore insieme a Nico Lathouris, Furiosa sarà interpretata da Anya Taylor-Joy, Chris Hemsworth e Yahya Abdul-Mateen II faranno parte del cast, mentre nel cast tecnico tornano Colin Gibson (scenografie), Margaret Sixel (montaggio), Ben Osmo (sonoro) e Lesley Vanderwal (trucco). Nel dicembre 2020 la Warner Bros. ha annunciato che la pellicola sarebbe stata distribuita nelle sale cinematografiche statunitensi dal 23 giugno 2023, rimandando poi a maggio 2024.